# Bet ha-Tefucot

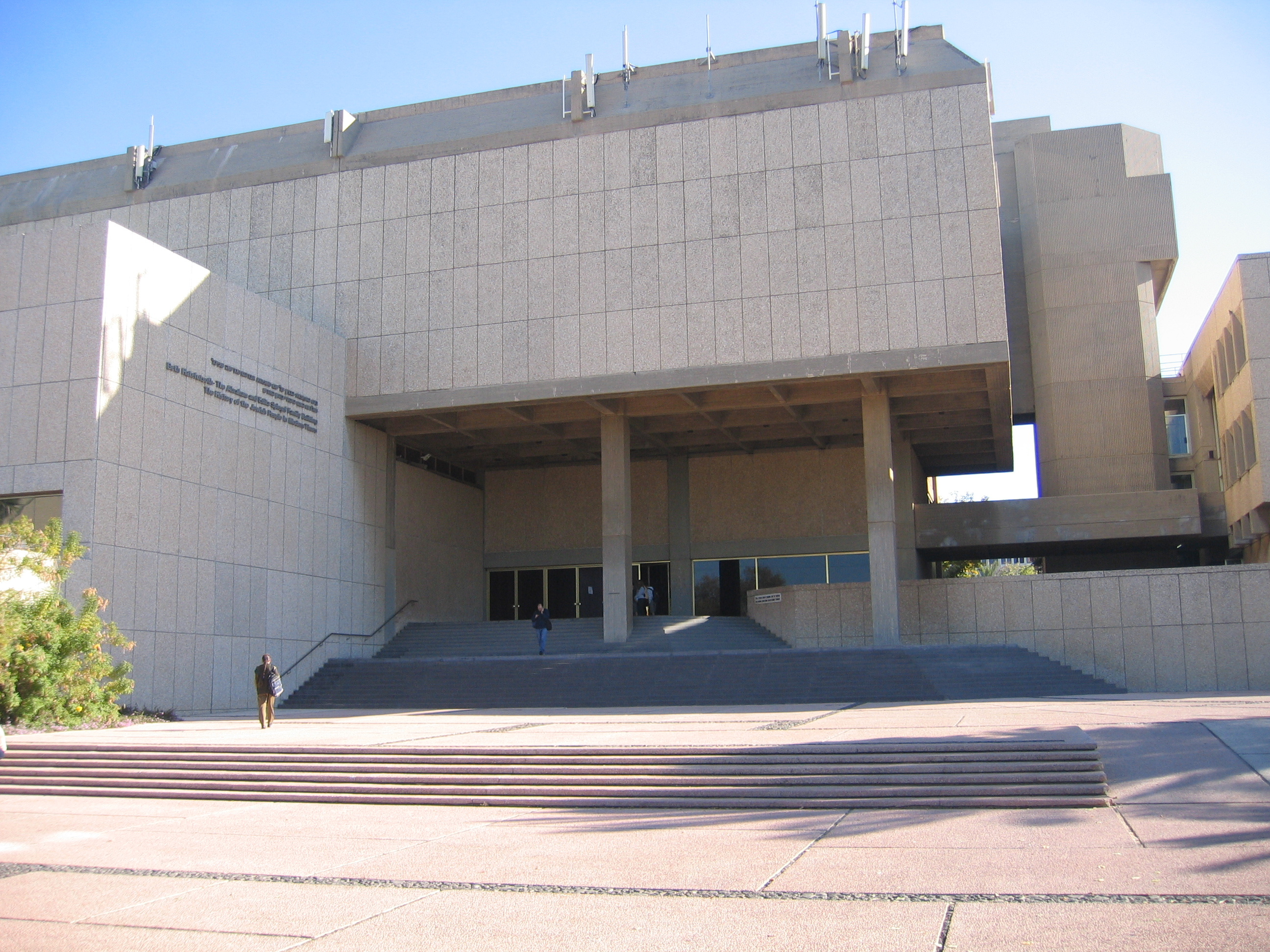
Bet ha-Tefucot

Bet ha-Tefucot' (Beit Hatfutsot, Bejt ha-Tfucot, hebr. ‏בית התפוצות‎, dosłownie: „Dom Diaspor”) – muzeum położone w Kampusie Uniwersytetu Tel Awiwu w Tel Awiwie, w Izraelu. Niegdyś jako Muzeum Diaspory, a obecnie jako Muzeum Narodu Żydowskiego, jest ważną instytucją kulturalną prezentującą historię żydowskiej diaspory, związków narodu żydowskiego ze swoimi korzeniami i umacniającą żydowską tożsamość narodową.

## Historia
Muzeum zostało założone w maju 1978 roku z inicjatywy przywódcy ruchu syjonistycznego, Nachuma Goldmanna. W momencie powstania było uważane za jedno z najbardziej nowatorskich muzeów na świecie – zrywało z tradycją eksponowania oryginalnych przedmiotów i wykorzystywało w szerokim zakresie kopie, reprodukcje, repliki, makiety, filmy i nagrania dźwiękowe.
W 2005 roku izraelski parlament Kneset uchwalił Prawo Bet ha-Tefucot, które określiło muzeum jako „Narodowe Centrum dla żydowskich społeczności w Izraelu i na całym świecie”.

## Zbiory Muzeum
Muzeum zajmuje budynek położony pośrodku kampusu uniwersyteckiego. Zgromadzone zbiory ułatwiają zrozumienie Izraela i jego mieszkańców. Ekspozycje ukazują dzieje Żydów i 80 różnych narodów, pośród których naród żydowski żył podczas Diaspory (po zburzeniu Świątyni Jerozolimskiej w 70 r. n.e.). Ideą przewodnią muzeum jest pokazanie elementów wspólnych dla wszystkich Żydów – przywiązanie do tradycji oraz idei Ziemi Izraela, która pozwoliły Żydom zachować tożsamość i powrócić do kraju swoich przodków. Jednocześnie muzeum prezentuje różne odmiany kultury żydowskiej na świecie, charakterystyczne dla miejsc, w których Żydzi przebywali i przebywają.
Muzeum wykorzystuje nowe technologie audio-wizualne. Ekspozycje pokazują przedmioty liturgiczne, tradycyjne stroje, książki, zdjęcia, modele synagog, filmy i nagrania dźwiękowe. Poszczególne sale omawiają kolejne tematy: „Rodzina i wspólnota”, „Wiara i kultura”, „Wśród narodów świata”, „Powrót na Syjonu” i „Pamięć”, „Teatr żydowski”, „Żydzi w sztuce i w nauce”.
W muzeum działają też ośrodki badawcze: Centrum Muzyki Żydowskiej, Żydowskie Centrum Genealogiczne im. Douglasa E.Goldmana, oraz Ośrodek Dokumentacji Wizualnej z największą na świecie kolekcją fotografii o tematyce żydowskiej.